# Agrostophyllinae
Agrostophyllinae,  podtribus orhideja u tribusu Epidendreae, dio potporodice Epidendroideae. Postoje dva roda roda. Ime je došlo po rodu Agrostophyllum iz tropske Azije te od zapadnog Pacifika do Madagaskara. Drugi rod Earina raširen je po pacifičkim otocima, uključujući Novi Zeland

## Rodovi
1. Agrostophyllum Blume
2. Earina Lindl.